# Lentipes kaaea
Lentipes kaaea är en fiskart som beskrevs av Watson, Keith och Marquet 2002. Lentipes kaaea ingår i släktet Lentipes och familjen smörbultsfiskar. IUCN kategoriserar arten globalt som livskraftig. Inga underarter finns listade i Catalogue of Life.